# Mühlen von Lerkaka

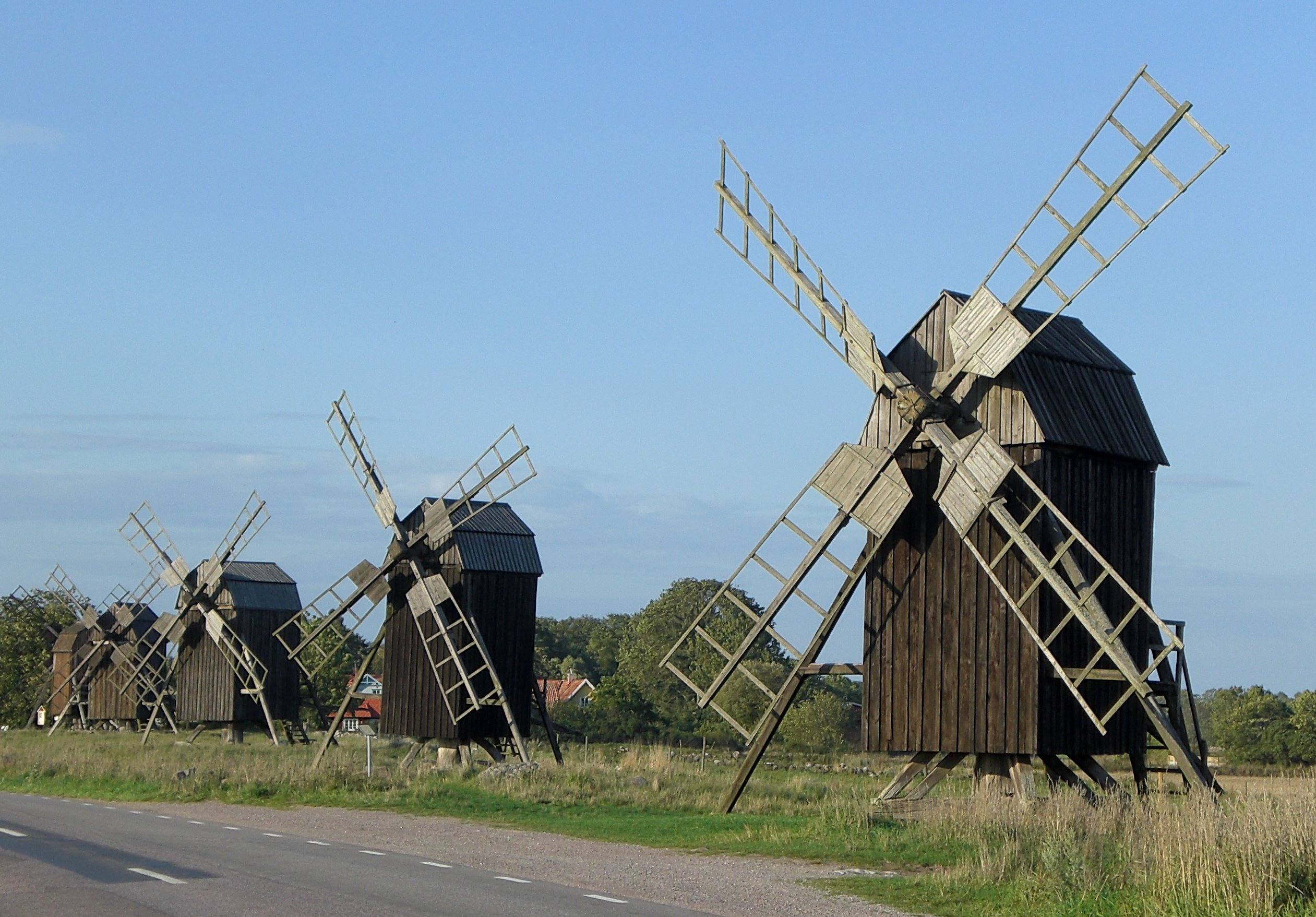
Mühlen von Lerkaka – Blick von Süden

Als Mühlen von Lerkaka (schwedisch Lerkaka kvarnar) wird eine Reihe von fünf Bockwindmühlen im Dorf Lerkaka auf der schwedischen Ostseeinsel Öland bezeichnet.
Die Mühlen befinden sich östlich der den Ort durchziehenden Straße am Südende des Dorfes. Wie die weiter nördlich befindlichen Mühlen von Störlinge gehören die Lerkakaer Mühlen zu den Wahrzeichen der Insel Öland, deren Landschaftsbild von historischen Windmühlen geprägt wird. Die Mühlenreihe des Dorfes Störlinge ist zwar mit sieben Windmühlen länger, die Mühlen von Lerkaka gelten jedoch aufgrund ihrer Lage und des guten Erhaltungszustandes als eine der schönsten Mühlenreihen der Insel.
Wie in den anderen Gegenden Ölands dienten die Mühlen im Zuge einer starken Tradition zur Autarkie jeweils nur für den Eigenbedarf des Mühleneigners. Mittelpunkt der Bockmühlen ist ein großer Eichenstamm. Das Mühlengebäude selbst kann samt Flügeln um diesen Stamm in den Wind gedreht werden.
Etwa 300 bis 400 Mühlen sind noch heute auf Öland erhalten. Dies entspricht etwa der Anzahl wie sie auch in der Mitte des 18. Jahrhunderts bestand. Um 1850 hatte die Zahl der öländischen Windmühlen mit 2000 ihre größte Anzahl erreicht.
Auf der gegenüberliegenden Straßenseite befindet sich ein Runenstein.